# Dorfkirche Sadisdorf

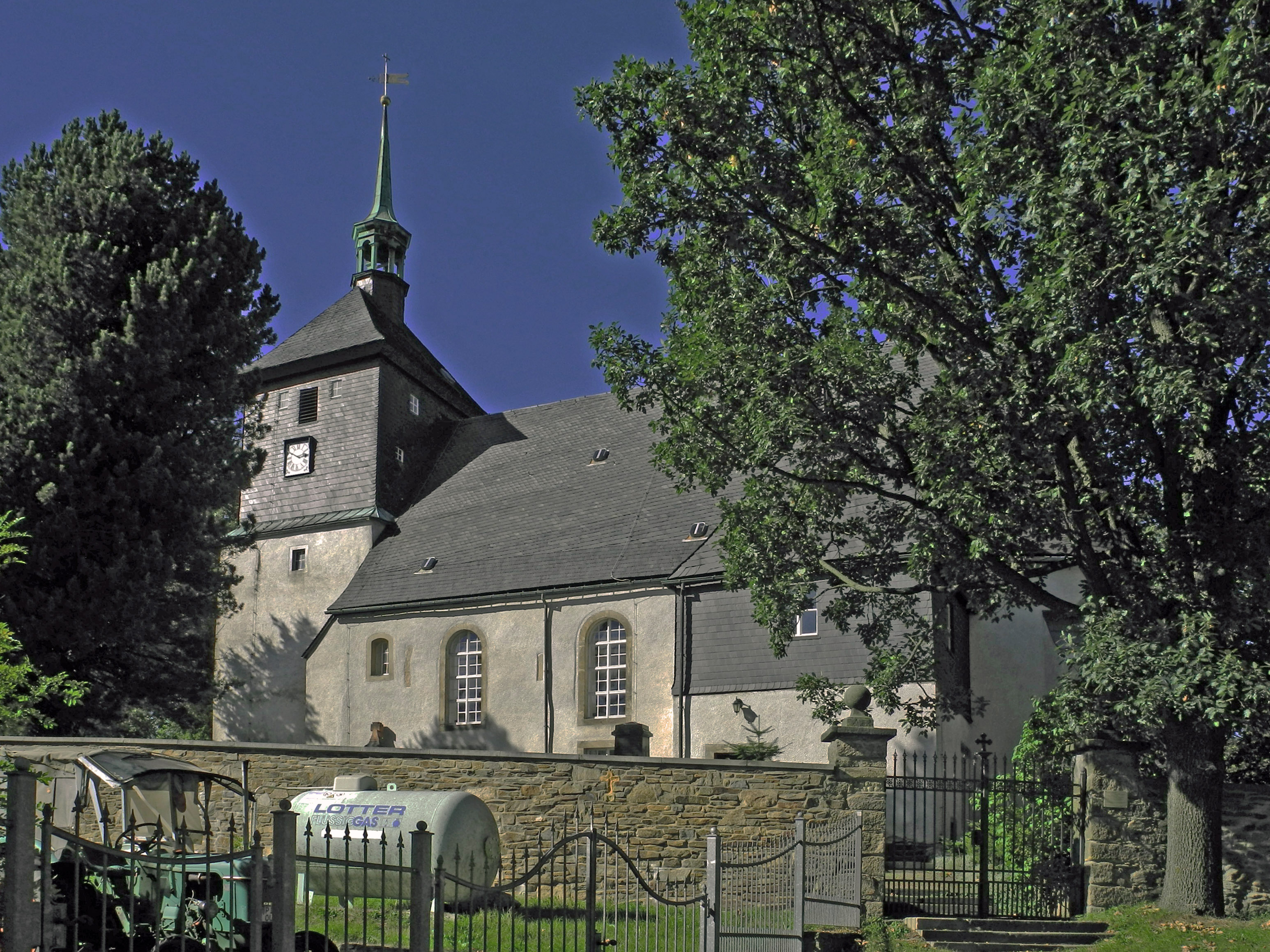
Dorfkirche Sadisdorf

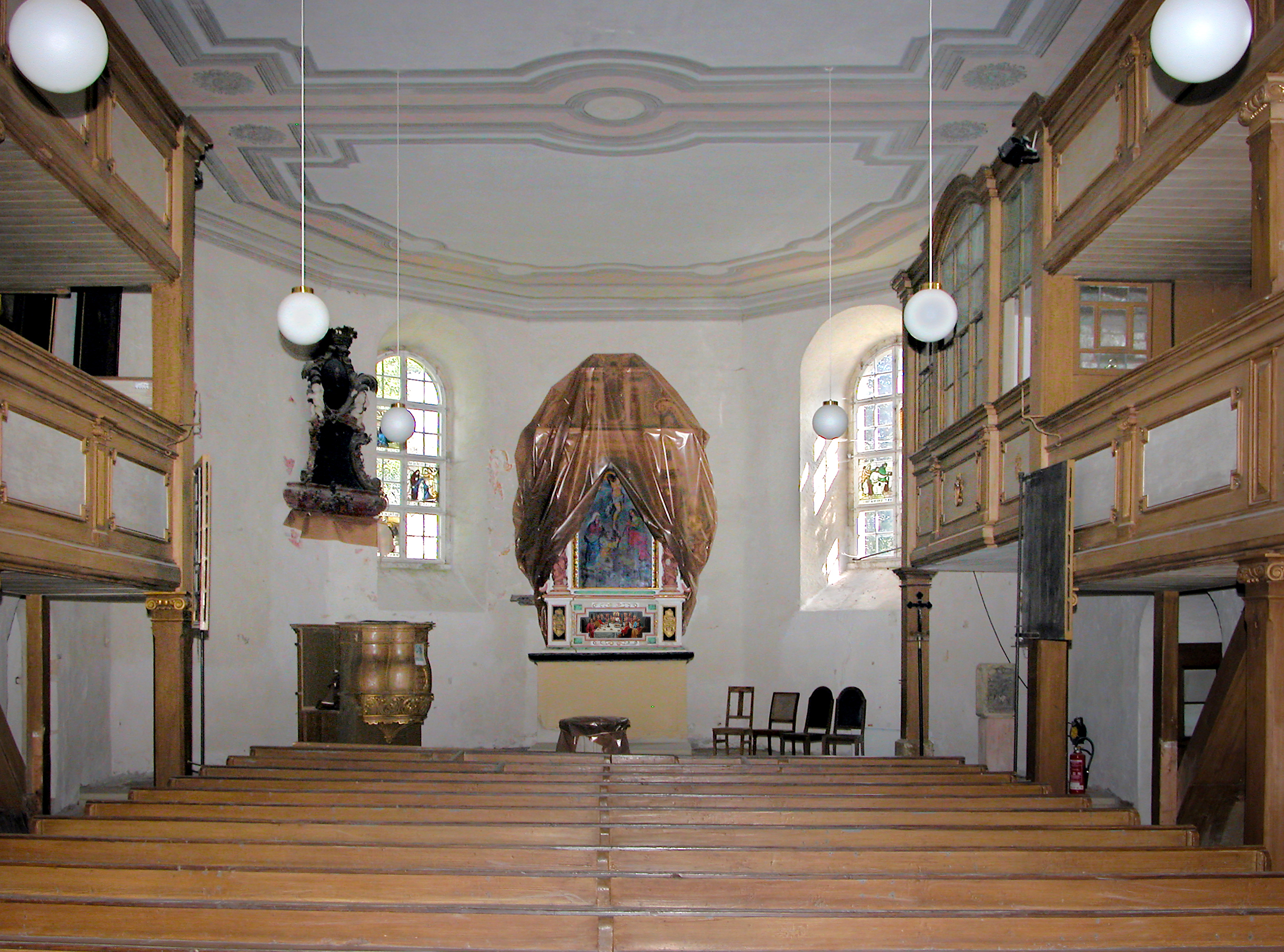
Innenansicht

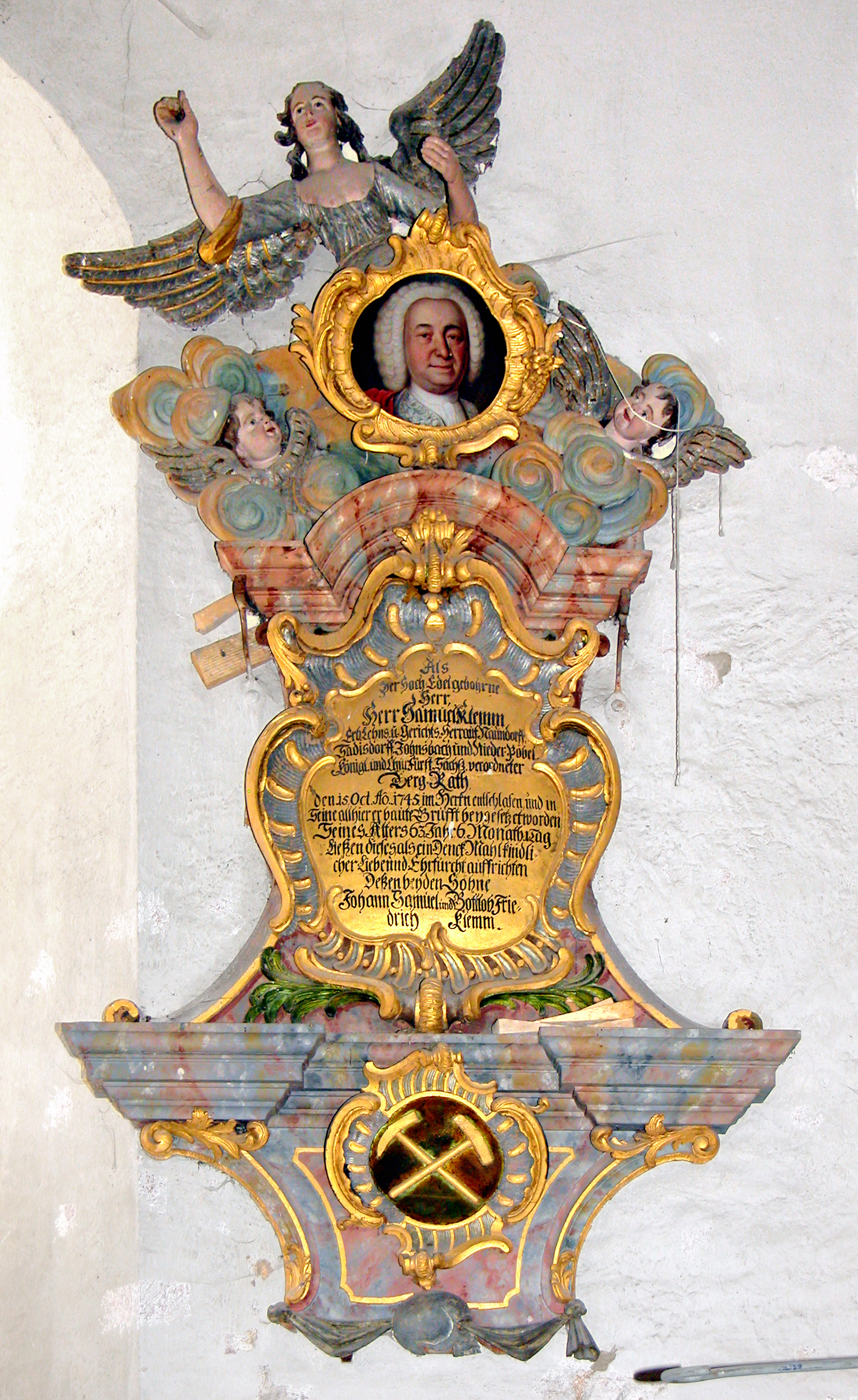
Epitaph

Die evangelische Dorfkirche Sadisdorf (auch: St. Gallus) ist eine Saalkirche des 17. Jahrhunderts mit romanischen Bauteilen im Ortsteil Sadisdorf von Dippoldiswalde im Landkreis Sächsische Schweiz-Osterzgebirge in Sachsen. Sie gehört zur Kirchgemeinde Sadisdorf-Hennersdorf im Kirchenbezirk Freiberg der Evangelisch-Lutherischen Landeskirche Sachsens.

## Geschichte und Architektur
Die Kirche ist eine fast quadratische Saalkirche mit Fünf-Zehntel-Schluss und quadratischem Westturm, die in den Jahren 1633–1644 unter Einbeziehung älterer Bauteile errichtet wurde. Dabei wurde die ehemalige Südwand mit später zugemauertem romanischem Portal und Fenster verwendet, weiterhin die Nordwand mit romanischem Fenster und einem Tonnengewölbe in der Sakristei, die 1886 verändert wurde. 
Umbauten und Renovierungen erfolgten in den Jahren 1672, 1749/1750 (Innenraum mit Emporen) durch Andreas Hünigen, 1840, 1886 und 1971. Strebepfeiler gliedern den Chor. Zu den Anbauten gehören die Sakristei an der Nordseite, an der Südseite eine zweigeschossige Eingangshalle mit Patronatsloge und ein tonnengewölbter ehemaliger Gruftraum, bezeichnet 1745. Der blockartige Westturm ist ab halber Höhe schiefergedeckt.
Der schlichte Innenraum ist flachgedeckt mit zweigeschossigen Emporen an der Nord- und Südseite. Die Orgelempore im Westen ist eingeschossig und konvex ausgebildet. Eine verglaste Patronatsloge befindet sich an der Südseite. Die heutige Emporengestaltung datiert auf die Jahre 1840 und 1886. Das Turmuntergeschoss ist tonnengewölbt. Ein zugemauerter Rundbogen liegt zwischen Turm und Schiff und wird durch die Orgel zum Teil verdeckt.

## Ausstattung
Eine romanische Mensa und Stipes befinden sich in der Sakristei. Im Chor steht ein Säulenaltar vom Tischler Elias Legler und Maler Jonas Eywigk, der mit der Jahreszahl 1653 bezeichnet ist und 1886 erneuert wurde. Die Predella zeigt eine Darstellung des Abendmahls, das Hauptfeld die Kreuzigung. Die schlichte Kanzel ist auf das Jahr 1745 datiert. Der Taufstein entstand um das Jahr 1825. Ein Kopfstück einer Betsäule aus Sandstein ist mit vier Szenen aus der Passionsgeschichte vom Ende des 15. Jahrhunderts versehen. Zwei Holzepitaphien für Samuel Klemm († 1745) und einen von Bünau († 1705) sind ebenfalls erhalten, außerdem zwei Pfarrerbildnisse für Gottfried Kretschmar († 1682) und Nikolaus Bahn († 1728). 

## Orgel
Die Orgel ist ein Werk von Jacob Oertel aus Grünhain aus den Jahren 1749–1750. Sie hat 18 Register auf zwei Manualen und Pedal. Nachdem 1917 die Prospektpfeifen für Kriegszwecke abgegeben worden waren, wurde 1929 durch Johannes Jahn ein Zinkprospekt eingebaut, die Orgel auf pneumatische Kegelladen umgebaut und tiefer gestimmt. Im Jahr 1962 erfolgte eine Reinigung durch Wilhelm Rühle & Sohn. Die Disposition lautet:
| I Hauptwerk CD–c3 |       |
| Principal         | 8′    |
| Quintatön         | 8′    |
| Gedackt           | 8′    |
| Octava            | 4′    |
| Spitzflöte        | 4′    |
| Quinta            | 3′    |
| Octava            | 2′    |
| Cornett III       |       |
| Mixtur IV         | 1 ⁄3′ |

| II Hinterwerk CD–c3 |    |
| Flauto travers      | 8′ |
| Rohrflöte           | 4′ |
| Nassat              | 3′ |
| Octava              | 2′ |
| Flageolett          | 1′ |
| Mixtur III          | 1′ |

| Pedal CD–c1  |     |
| Posaune      | 16′ |
| Principalbaß | 8′  |
| Subbaß       | 16′ |

- Tremulant
- Koppeln: Manualschiebekoppel, Pedalkoppel
- Calcant